# 하기야 케이고
하기야 케이고(일본어: 萩谷 慧悟, 1996년 11월 7일 ~ )는 일본의 탤런트, 배우, 아이돌, 가수이며, 7ORDER의 멤버이며 드럼을 맡고 있다.
사이타마현 출신. 애칭은 하기쨩, 케이쨩.

## 내력
2007년 12월 19일, 쟈니스 사무소 입소.
2016년 3월 4일, 《쟈니즈 긴자 2016》 홈페이지의 갱신에 의해, 야스이 켄타로·사나다 유마·모리타 뮤토 등과 함께 유닛 〈Love-tune〉으로서 공연을 실시하는 것이 발표되었다.
2018년 11월 30일, 유료공식사이트 『쟈니스주니어정보국』에서 쟈니스 사무소 퇴소 발표.
2019년 3월 31일, 도쿄 돔 시티 프리즘홀에서 열린 『사나다 유마와 아베 아란의 츠나게루 츠나게루 츠나게루』에 출연해서, 야스이 켄타로를 제외한 다른 전 Love-tune의 멤버와 함께 공개석상에 모습을 보였다.
같은해 5월 22일, 쟈니스 주니어 시절 함께 활동했던 Love-tune 멤버들과 함께 7ORDER project를 발표함으로 7명으로서의 활동을 재개.

## 출연

### 드라마
- THE QUIZ (2012년 9월 1일, 닛폰 TV) - 토우마 유우토 역
- BAD BOYS J (2013년 4월 6일 ~ 6월 22일 닛폰 TV) - 후나모토 준 역
- SHARK ~2nd Season~ (2014년 4월 19일 ~ 7월 13일, 닛폰 TV) - 오가와 하루야 역

### 영화
- 극장판 BAD BOYS J -최후에 지킬 것- (2013년 11월 9일, 쇼게이트) - 후나모토 준 역

### 무대
- Live House 쟈니즈 긴자 (2013년 5월 17일 ~ 19일, 시어터 크리에)
- 쟈니즈 긴자 2014 [쟈니스Jr.〈Part1&Part2〉] (2014년 5월 9일 ~ 11일・28일・29일, 시어터 크리에)
- 오션즈 11 (2014년 6월 9일 ~ 7월 6일, 도쿄 시어터 오브) - 타쿠 모로이 역
- 쟈니즈 긴자 2015 〔출연자H〕 (2015년 5월 23일 ~ 5월 25일, 시어터 크리에)
- 부타이 『가면라이더 잔게츠』-가이무외전- (2019년 3월 9일 ~ 24일, 일본청년관 홀 / 2019년 3월 28일 ~ 31일, 교토극장) - 아이무/프로토가이무(목소리) 역
- 낭독극 『다크 앨리스』 (2019년 6월 2일, 선샤인 극장)
- PSY・S〜PRESENT SECRET YOUNG SHERLOCK〜 (2019년 11월 7일 ~ 15일, 시어터 2010 / 11월 23일 ~ 25일, 우메다 예술극장 시어터 드라마 시티)
- 『굴뚝마을의 푸펠』 THE STAGE (2020년 1월 21일 ~ 26일, AiiA 2.5 시어터 고베 / 1월 30일 ~ 2월 5일, 텐노즈 은하극장) - 푸펠 역

### 콘서트
- 가무샤라 서머스테이션 [팀 샤] (2015년 7월 25일・28일・30일・8월 1일・7일・9일・10일・15일, EX시어터 롯폰기)

### 예능
- 한밤중의 프린스 (2016년 4월 10일 ~ 2018년 3월 31일, TV 아사히)

### CM
- 배스킨라빈스 〈한 여름의 눈사람 대작전〉 (2012년 7월 ~ 9월)